# Thường Đinh Cầu
Thường Đinh Cầu (tiếng Trung giản thể: 常丁求, bính âm Hán ngữ: Cháng Dīng Qiú, sinh tháng 1 năm 1967, người Hán) là tướng lĩnh Quân Giải phóng Nhân dân Trung Quốc. Ông là Thượng tướng Quân Giải phóng Nhân dân Trung Quốc, Ủy viên Ủy ban Trung ương Đảng Cộng sản Trung Quốc khóa XX, Ủy viên dự khuyết khóa XIX, hiện là Tư lệnh Không quân. Ông nguyên là Phó Tham mưu trưởng Bộ Tham mưu liên hợp Quân ủy Trung ương; Phó Tư lệnh Chiến khu Nam Bộ; Tham mưu trưởng Không quân Quân khu Thẩm Dương.
Thường Đinh cầu là đảng viên Đảng Cộng sản Trung Quốc, xuất phát điểm là phi công chiến đấu, hoạt động trong lực lượng không quân cho đến khi trở thành Tư lệnh Không quân Trung Quốc, là Thượng tướng trẻ nhất khi được phong quân hàm.

## Xuất thân và giáo dục
Thường Đinh Cầu sinh tháng 1 năm 1967 tại trấn Kim Lan (金兰镇), huyện Hành Dương, địa cấp thị Hành Dương, tỉnh Hồ Nam, Cộng hòa Nhân dân Trung Hoa, lớn lên và tốt nghiệp phổ thông ở Hành Dương. Năm 1984, ông trở thành một trong tám thanh niên của Hành Dương được tuyển chọn vào lực lượng không quân, theo học trường kỹ thuật bay cơ bản của Không quân Quân Giải phóng Nhân dân Trung Quốc (nay là Đại học Hàng không Không quân Trung Quốc), tốt nghiệp là phi công, phi công chiến đấu. Trong các giai đoạn công tác, ông từng được điều sang tham khảo và nghiên cứu ở các trường quân sự của Nga.

## Sự nghiệp

### Các giai đoạn
Thường Đinh Cầu nhập ngũ Không quân Trung Quốc từ năm 1984, thời kỳ đầu là phi công chiến đấu, là chỉ huy trưởng đội phi cơ từ năm 1996. Sau đó, ông lần lượt đảm nhiệm vị trí Trung đoàn trưởng Trung đoàn phi cơ của Quân chủng Không quân từ năm 2000, thăng cấp thành Phó Sư đoàn trưởng rồi Sư đoàn trưởng Sư đoàn tiêm kích 3. Năm 2011, ông được bổ nhiệm làm Trợ lý Tham mưu trưởng Không quân, cấp phó quân đoàn trưởng, được phong quân hàm Thiếu tướng vào tháng 7 năm 2012, khi 45 tuổi. Đến năm 2013, ông được điều về Liêu Ninh làm Tham mưu trưởng Không quân Quân khu Thẩm Dương, là sĩ quan quản lý cấp quân đoàn trưởng trẻ nhất Không quân vào thời điểm này. Tháng 9 năm 2015, trong cuộc diễu binh kỷ niệm 70 năm chiến thắng từ Chiến tranh Trung–Nhật (1945–2015) và chiến thắng từ Chiến tranh thế giới thứ hai, ông là chỉ huy trưởng dẫn đầu đoàn bay tiêm kích J-10 qua quảng trường Thiên An Môn, là tướng lĩnh trẻ tuổi nhất trong số 56 vị tướng tham gia lễ kỷ niệm.
Tháng 1 năm 2016, hệ thống lực lượng quân đội địa phương được cải tổ, Chiến khu Nam Bộ được thành lập, Thường Đinh Cầu được bổ nhiệm làm Phó Tư lệnh Chiến khu Nam Bộ, tiếp tục là sĩ quan chỉ huy cấp chiến khu trẻ nhất toàn quốc. Tháng 10 năm 2017, ông tham gia đại hội đại biểu toàn quốc, được bầu làm Ủy viên dự khuyết Ủy ban Trung ương Đảng Cộng sản Trung Quốc khóa XIX tại Đại hội Đảng Cộng sản Trung Quốc lần thứ XIX. Đến tháng 12 cùng năm, ông được chuyển về trung ương, nhậm chức Phó Tham mưu trưởng Bộ Tham mưu liên hợp Quân ủy Trung ương, được thăng quân hàm thành Trung tướng Không quân vào ngày 19 tháng 7 năm 2018, trong Hội nghị Xây dựng Đảng của Quân ủy Trung ương.

### Không quân
Tháng 8 năm 2021, Quân ủy Trung ương quyết định bổ nhiệm Thường Đinh Cầu làm Tư lệnh Không quân Quân Giải phóng Nhân dân Trung Quốc. Ông được nhà lãnh đạo Tập Cận Bình phong quân hàm Thượng tướng Không quân vào ngày 6 tháng 9 cùng năm, khi 54 tuổi, trở thành Thượng tướng trẻ nhất được phong sau năm 1988, sĩ quan chỉ huy cấp chính chiến khu, quân chủng trẻ nhất (trước đó là Viện trưởng Viện Hàn lâm Khoa học Quân sự Trung Quốc Cao Tân). Giai đoạn đầu năm 2022, ông được bầu làm đại biểu tham gia Đại hội Đảng Cộng sản Trung Quốc lần thứ XX từ đoàn Quân Giải phóng và Vũ cảnh. Trong quá trình bầu cử tại đại hội, ông được bầu làm Ủy viên Ủy ban Trung ương Đảng Cộng sản Trung Quốc khóa XX.

## Lịch sử thụ phong quân hàm
| Quân hàm |             |             |              |  |  |  |  |  |  |  |  |
| Cấp bậc  | Thiếu tướng | Trung tướng | Thượng tướng |  |  |  |  |  |  |  |  |
|          |             |             |              |  |  |  |  |  |  |  |  |